# Schärenmeer

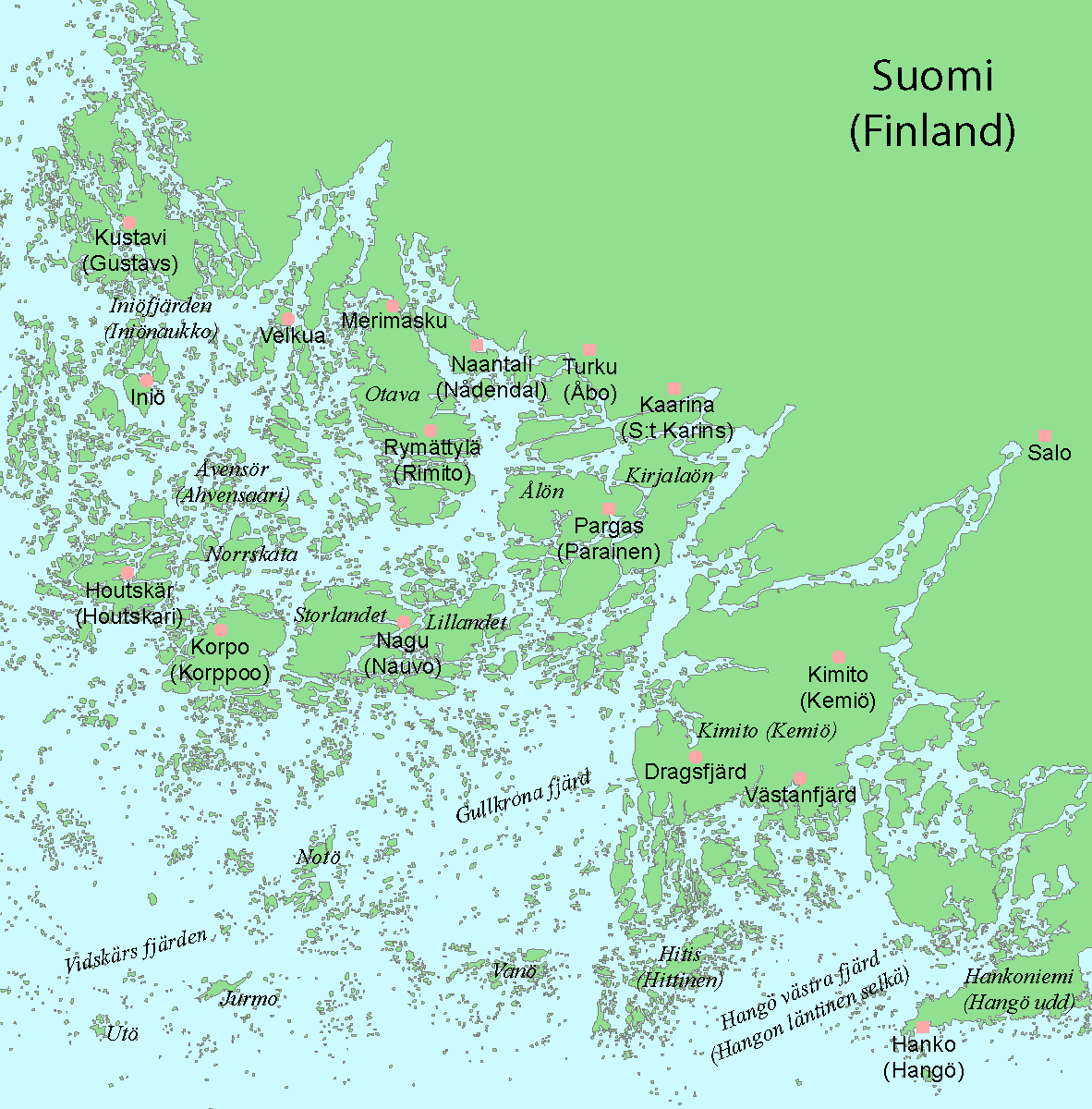
Karte des Schärenmeeres

Das Schärenmeer (finnisch Saaristomeri, schwed. Skärgårdshavet) ist ein Teil der Ostsee vor der Südwestküste Finnlands. Das Schärenmeer liegt zwischen dem finnischen Festland und der Inselgruppe Åland, im Süden wird es vom Finnischen Meerbusen, im Norden vom Bottnischen Meerbusen begrenzt. Das Meeresgebiet ist mit tausenden Schären und Klippen durchsetzt. Den Archipel im Schärenmeer bezeichnet man gemeinhin nach der Stadt Turku (schwed. Åbo) als „Turkuer Schären“ (finnisch Turun saaristo, schwed. Åbo skärgård). Auf den Inseln des Schärenmeeres leben insgesamt rund 33.000 Menschen.

## Geografie
Die Anzahl der Inseln im Schärenmeer ist schwer abzuschätzen, weil ein Großteil von ihnen lediglich kleine Felsen sind. Schätzungen bewegen sich zwischen 20.000 und 50.000 Inseln. Das Schärengebiet lässt sich grob in die Innen- und Außenschären einteilen, wobei die Außenschären aus kleineren, meist unbewohnten Inseln bestehen. Durch die postglaziale Landhebung verringert sich die Wassertiefe im Bereich des Schärenmeeres um etwa 0,5 cm pro Jahr. Aus Untiefen werden Inseln, Inseln wachsen zusammen. Große Gebiete, die heute zum Festland gehören, waren früher Teil des Archipels.

## Bevölkerung
Auf den Schären leben ganzjährig etwa 33.000 Menschen. Im Südteil des Schärengebiets, der Region Åboland, leben mehrheitlich Finnlandschweden, der Nordteil ist finnischsprachig.

## Wirtschaft und Infrastruktur

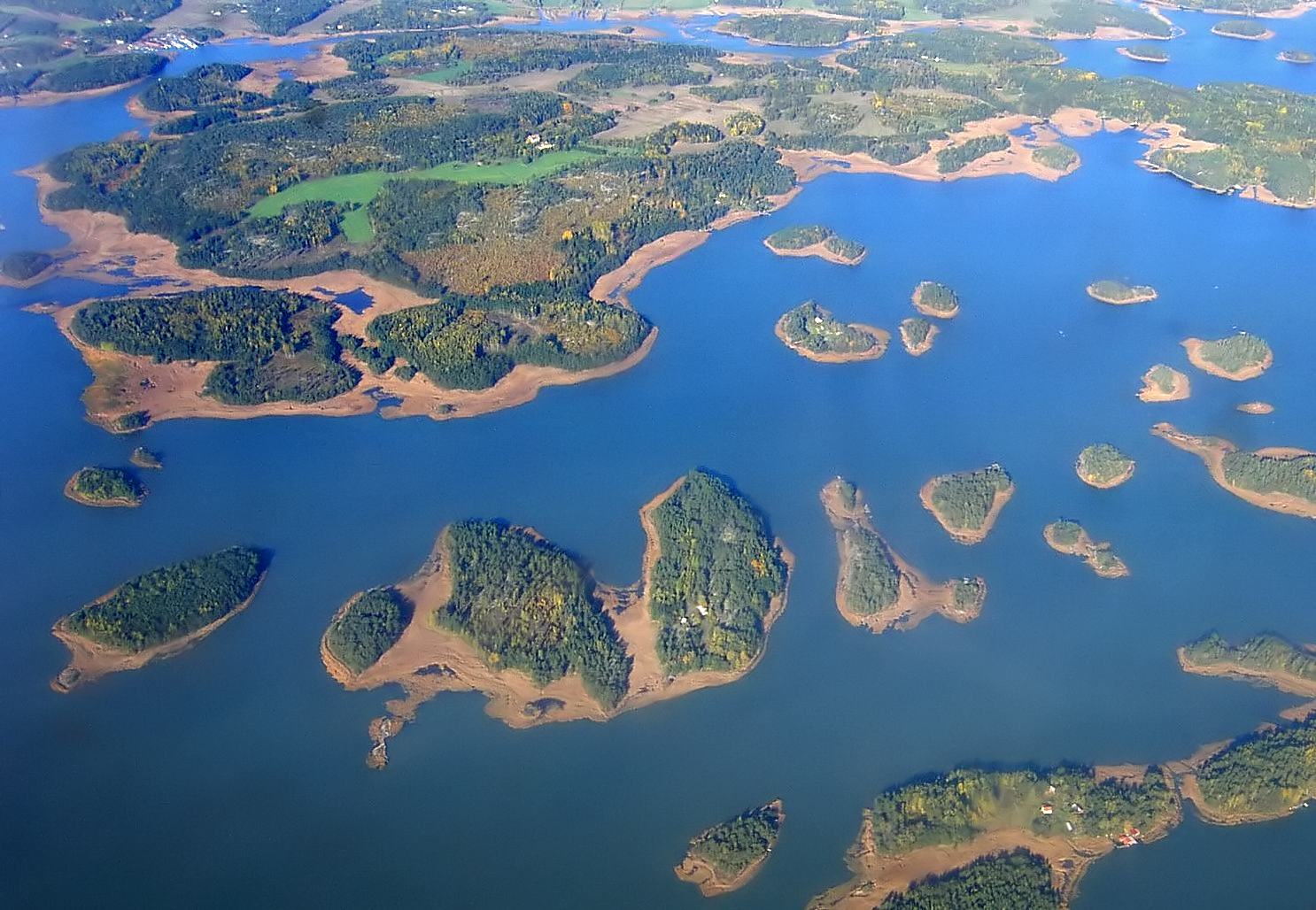
In der Inselwelt des Schärenmeeres

Der traditionelle Erwerbszweig im Schärenmeer ist die Fischerei. Landwirtschaft kann auf den kleinen und felsigen Schären nur in geringem Maße durchgeführt werden, auch wenn das milde Klima den Ackerbau begünstigt. Der Tourismus entwickelt sich für das Schärengebiet immer mehr zu einem wichtigen Wirtschaftsfaktor.
Die Inseln des Schärenmeeres sind durch die Schärenringstraße über Fähren und Brücken miteinander verbunden. Kürzere Fährstrecken werden von den kostenfreien gelben Fähren des finnischen Straßenbauamts bedient, auf längeren Strecken verkehren die kostenpflichtigen weißen Fähren des Seefahrtsamtes. In kalten Wintern werden auf dem zugefrorenen Meer offizielle Eisstraßen zwischen manchen Inseln eingerichtet.

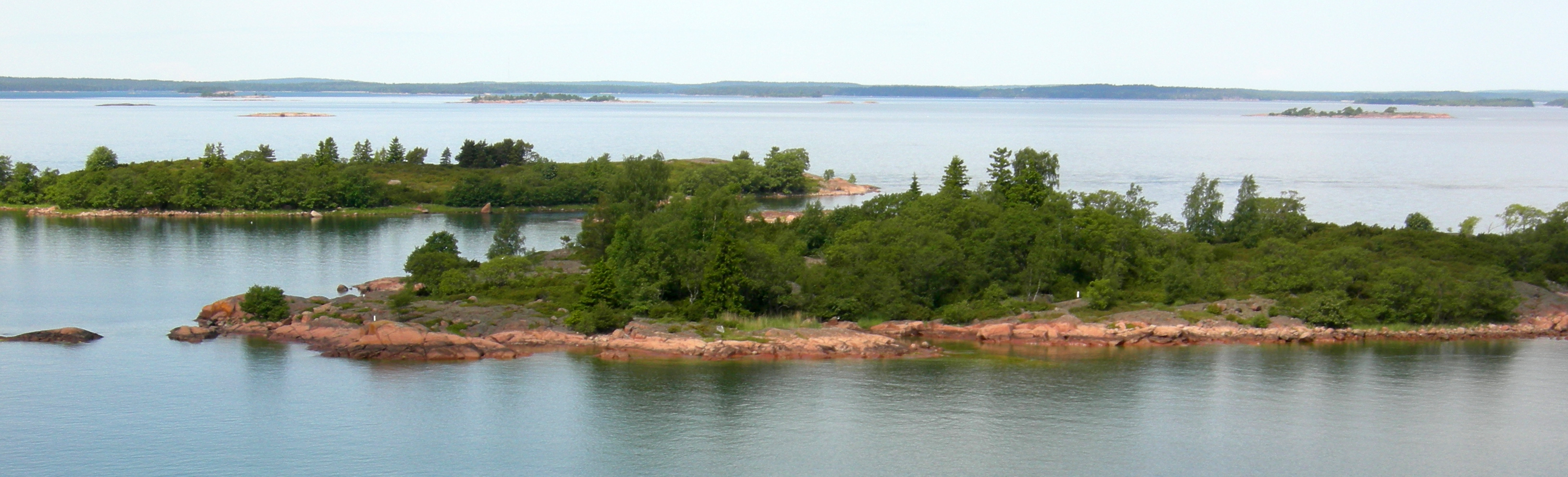
Nahaufnahme zweier Inseln